# 大鍋越峠
大鍋越峠（おおなべごえとうげ）は、静岡県賀茂郡河津町と下田市の間に位置する峠である。標高は627m。

## 現状
悪路であるため、交通量はかなり少ない。静岡県道115号湯ケ野松崎線の未開通区間であり、林道となっている。